# Baron Nathan
Baron Nathan, of Churt in the County of Surrey, ist ein erblicher britischer Adelstitel in der Peerage of the United Kingdom.
Familiensitz der Barone ist Collyers Farm in Lickfold bei Petworth in West Sussex.

## Verleihung
Der Titel wurde am 28. Juni 1940 für den Labour-Politiker Harry Nathan geschaffen. Dieser war 1945 bis 1946 Under-Secretary of State im Kriegsministerium und 1946 bis 1948 Minister für zivile Luftfahrt.
Heutiger Titelinhaber ist seit 2007 dessen Enkel Rupert Nathan als 3. Baron.

## Liste der Barone Nathan (1940)
- Harry Nathan, 1. Baron Nathan (1889–1963)
- Roger Nathan, 2. Baron Nathan (1922–2007)
- Rupert Nathan, 3. Baron Nathan (* 1957)

Titelerbe (Heir Apparent) ist der Sohn des aktuellen Titelinhabers, Hon. Alasdair Nathan (* 1999).